# Kastaniá (ort i Grekland, Thessalien, Trikala, lat 39,71, long 21,38)
Kastaniá är en ort i Grekland.   Den ligger i prefekturen Trikala och regionen Thessalien, i den centrala delen av landet, 280 km nordväst om huvudstaden Aten. Kastaniá ligger 741 meter över havet och antalet invånare är 490.
Terrängen runt Kastaniá är kuperad åt nordväst, men åt sydost är den bergig. Runt Kastaniá är det glesbefolkat, med 9 invånare per kvadratkilometer. Närmaste större samhälle är Metsovo, 18,1 km väster om Kastaniá. I omgivningarna runt Kastaniá växer i huvudsak blandskog.